# Ladislav Alois
Ladislav Alois (Praga, 1860 - Sant Petersburg, 1918) fou un músic txec.
Alumne distingit del Conservatori de Praga, i especialitzat en el violoncel, es donà a conèixer avantatjosament en les principals capitals d'Europa com a concertista. El 1898 fou nomenat solista de l'Orquestra Imperial de Sant Petersburg.
Va publicar nombroses obres per l'instrument de la seva especialitat, entre elles dos concerts i un trio, molta música per a piano i cançons.